# Vitislav (895)
Vitislav (latinsky Witizla nebo Utizla; 9. století? – 10. století?) byl český velmož, snad z rodu Slavníkovců žijící ke konci 9. století. V roce 872 se možná s pěti dalšími českými knížaty Svatoslavem (Zventisla), Heřmanem (Heriman), Spytimírem (Spoitimar), Mojslavem (Moyslan) a Bořivojem (Goriwei) účastnil bitvy u Vltavy proti Frankům.

## Život
V polovině července roku 895 se v Řezně konalo obecné shromáždění vedené východofranským králem Arnulfem Korutanským. Shromáždění se účastnila i skupina knížat (omnes duces Boemanorum) ze slovanské země, pod vedením Spytihněva a Vitislava (ui utizla). Po Svatoplukově smrti složili Arnulfovi slib věrnosti českých knížat. Pravděpodobně se v Řezně Čechové znovu zavázali platit tribut a bylo zde i vyjednáno podřízení Čech řezenskému biskupství, mínil Dušan Třeštík. Jako jeden ze dvou zástupců celé skupiny velmožů musel být Vitislav respektovanou a mocnou osobností. Historik Václav Novotný Vitislava ztotožňoval s bratrem knížete Spytihněva, Vratislavem.
Na konci 9. století byly Čechy rozděleny do několika domén. Jejich počet, rozsah a hranice nejsou přesně známy, ale z dochovaných zdrojů je patrné, že se rozšiřovaly dvě velké oblasti. První oblastí bylo vznikající přemyslovské panství ve středních Čechách, druhou pak panství Slavníkovců. Oblast, ve které vládl Vitislav, však zatím nebyla možná na základě historických spisů prokázat. Usuzuje se, že Vitislav mohl sídlit na Kouřimi, Libici či v jižních Čechách. Podle Vratislava Vaníčka s ním mohly být spjaty vesnice Vitějovice na Prachaticku nebo Vitice poblíž Kouřimi. Archeolog Michal Lutovský se domnívá, že Vitislav snad vládl v severozápadních Čechách. Rostislav Nový zase zastává názor, že byl Vitislav patrně charvátským knížetem ve východních Čechách.